# Аденфер
Аденфер (фр. Adinfer) насеље је и општина у североисточној Француској у региону Север-Па де Кале, у департману Па де Кале која припада префектури Арас.
По подацима из 2011. године у општини је живело 238 становника, а густина насељености је износила 38,45 становника/km². Општина се простире на површини од 6,19 km². Налази се на средњој надморској висини од 130 метара (максималној 149 m, а минималној 100 m).

## Демографија
| 1962. | 1968. | 1975. | 1982. | 1990. | 1999. | 2011. |
| ----- | ----- | ----- | ----- | ----- | ----- | ----- |
| 181   | 211   | 194   | 192   | 200   | 212   | 238   |

График промене броја становника у току последњих година